# Koledovanje
Koledovanje je star predkrščanski narodni običaj v času okrog novega leta. Kristjani so običaj prevzeli ter ga postavili v čas božiča. Koledniki se preoblečejo v svete tri kralje in hodijo po vaseh ter zbirajo darove za revne družine z otroki. Rimljani so prvi dan v mesecu imenovali calandae. Rimski meščani so tega dne v hrupnih sprevodih hodili po mestu, peli in plesali.